# Udvalgsstyre
Udvalgsstyre er en kommunal styreform, der anvendes i langt de fleste kommuner i Danmark.
At netop denne form er den mest almindelige ses i styrelsesloven, der i §65c, stk. 2 nævner muligheden for at vælge "en anden styreform end udvalgsstyre".
Udvalgsstyret indebærer, at den umiddelbare forvaltning af kommunen sker i en række stående udvalg med hvert sit fagområde. Styrelsesloven fastslår, at der skal være et økonomiudvalg, men den øvrige organisering er op til kommunalbestyrelsen. Antallet af udvalg og fordelingen af opgaverne mellem dem varierer derfor stærkt fra kommune til kommune. Det er dog almindeligt, at der er udvalg, der har ansvaret for folkeskole, dagtilbud, beskæftigelse, teknik og miljø samt ældrepleje.
Udvalgene vælges ved proportionalitetsprincip, og det er derfor normalt, at mange af partierne i kommunalbestyrelsen er repræsenteret i hvert udvalg.
Udvalgsformændene er med undtagelse af formanden for økonomiudvalget - borgmesteren - deltidspolitikere præcis som de menige medlemmer af udvalgene.
Blandt de få kommuner, der ikke anvender udvalgsstyre er Aarhus, der har magistratsstyre og København, Odense og Aalborg, der alle har mellemformstyre med delt administrativ ledelse. Frederiksberg har udvalgsstyre, men kunne også vælge mellemformstyret.
Udvalgsstyreformen ses også i Sverige i en lidt anden variant end den danske, men ellers er modellen primært kendt fra Danmark.